# Libnotes malaitae
Libnotes malaitae är en tvåvingeart som först beskrevs av Alexander 1978.  Libnotes malaitae ingår i släktet Libnotes och familjen småharkrankar. Inga underarter finns listade i Catalogue of Life.